# 比地二村
比地二村（ひじふたむら）は、香川県三豊郡にあった村。
村役場はその後、JA香川県比地二支店になっている。

## 歴史
- 1890年2月15日 - 町村制施行に伴い、三野郡比地村（ひじむら）、比地中村（ひじなかむら）が合併し、比地二村が発足。
- 1899年4月1日 - 三野郡が豊田郡と合併し、三豊郡となる。
- 1955年3月31日 - 上高瀬村・勝間村・二ノ宮村・麻村と新設合併し、高瀬町が発足。同日付で比地二村が廃止。